# Женская Лига чемпионов ЕКВ 2000/2001
1-й розыгрыш женской Лиги чемпионов ЕКВ (41-й с учётом Кубка европейских чемпионов) проходил с 5 декабря 2000 по 18 марта 2001 года с участием 16 клубных команд из 10 стран-членов Европейской конфедерации волейбола. Финальный этап был проведён в Нижнем Тагиле (Россия). Победителем турнира стала итальянская команда «Эдисон Воллей» (Модена).

## Система квалификации
С сезона 2000-2001 формат европейских клубных турниров претерпел изменения. Кубок европейских чемпионов и Кубок обладателей кубков преобразованы в Лигу чемпионов и Кубок топ-команд (Топ-Кубок), соответственно. Совокупно в Лигу чемпионов и Топ-Кубок каждая страна получает возможность заявить две команды. При этом страны, представленные в Лиге двумя командами, в Топ-Кубок команды не заявляют. Страны, представленные в Лиге одной командой, могут заявить одну в Топ-Кубок. Страны, не получившие мест в Лиге, могут выставить две команды в Топ-Кубок. Формат Кубка Европейской конфедерации волейбола остался неизменным.
Представительство в Лиге получили страны, команды которых в розыгрыше Кубка чемпионов 2000 в групповых турнирах заняли 1—6 места. При этом по две команды получили возможность заявить Италия, Турция, Польша и Россия (команды которых заняли 1—2 места в группах), по одной — Испания, Франция, Словакия, Румыния, Бельгия, Австрия, Греция и Германия. После отказа от участия команд Бельгии, Австрии и по одной из российских и польских команд вакантные места по решению ЕКВ переданы Испании, Румынии, Хорватии и Украине. Затем в свою очередь от участия в Лиге чемпионов отказались команды Словакии и Украины и их места отданы Германии и Греции.
Окончательно сформированное количественное представительство стран выглядело следующим образом: Италия, Турция, Испания, Румыния, Германия и Греция — по две команды, Россия, Польша, Франция и Хорватия — по одной команде.

## Команды-участницы
| Страна   | Команда                         |                                                            |
| -------- | ------------------------------- | ---------------------------------------------------------- |
| Италия   | «Эдисон Воллей» (Модена)        | Чемпион Италии 2000                                        |
| Италия   | «Капо Суд» (Реджо-ди-Калабрия)  | Обладатель Кубка Италии 2000                               |
| Турция   | «Эджзаджибаши» (Стамбул)        | Чемпион Турции 2000                                        |
| Турция   | «Вакыфбанк Гюнеш» (Стамбул)     | 2-й призёр чемпионата Турции 2000                          |
| Испания  | «Тенерифе Маричаль» (Ла-Лагуна) | Чемпион Испании 2000                                       |
| Испания  | «Универсидад Гранада» (Гранада) | По итогам розыгрыша Кубка королевы Испании 2000 (финалист) |
| Румыния  | «Рапид» (Бухарест)              | Чемпион Румынии 2000                                       |
| Румыния  | «Университатя Амичи» (Бакэу)    | 2-й призёр чемпионата Румынии 2000                         |
| Германия | «Шверинер» (Шверин)             | Чемпион Германии 2000                                      |
| Германия | УСК «Мюнстер» (Мюнстер)         | 2-й призёр Германии 2000                                   |
| Греция   | «Панатинаикос» (Афины)          | Чемпион Греции 2000                                        |
| Греция   | «Филатлитикос» (Салоники)       | 2-й призёр чемпионата Греции 2000                          |
| Россия   | «Уралочка» (Екатеринбург)       | Чемпион России 2000                                        |
| Польша   | «Нафта-Газ» (Пила)              | Чемпион Польши 2000                                        |
| Франция  | «Расинг Клуб де Канн» (Канны)   | Чемпион Франции 2000                                       |
| Хорватия | «Риека» (Риека)                 | Чемпион Хорватии 2000                                      |

## Система проведения розыгрыша
Соревнования состоят из предварительного этапа, плей-офф и финального этапа. На предварительном этапе 16 команд-участниц разбиты на 4 группы. В группах команды играют с разъездами в два круга. В плей-офф выходят команды, занявшие в группах 1—2 места.
8 команд-участниц плей-офф делятся на пары и проводят между собой по два матча с разъездами. Победителем пары выходит команда, одержавшая две победы. В случае равенства побед победителем пары становится команда, имеющая лучшее соотношение партий по итогам двух встреч.
Финальный этап проводится в формате «финала четырёх» — полуфинал и два финала (за 3-е и 1-е места). В нём принимают участие победители пар плей-офф.

## Предварительный этап
5.12.2000—23.01.2001

### Группа А
| М | Команда                   | 1   | 2       | 3       | 4       | И | В | П | С/П  | О  |
| - | ------------------------- | --- | ------- | ------- | ------- | - | - | - | ---- | -- |
| 1 | «Уралочка» Екатеринбург   |     | 3:1     | 3:0     | 3:0     | 6 | 6 | 0 | 18:2 | 12 |
| 2 | «Вакыфбанк Гюнеш» Стамбул | 1:3 |         | 3:0     | 3:0 3:1 | 6 | 4 | 2 | 14:7 | 10 |
| 3 | «Риека» .                 | 0:3 | 0:3     |         | 3:2 3:1 | 6 | 2 | 4 | 6:15 | 8  |
| 4 | «Рапид» Бухарест          | 0:3 | 0:3 1:3 | 2:3 1:3 |         | 6 | 0 | 6 | 4:18 | 6  |

6.12: Рапид — Вакыфбанк Гюнеш 0:3 (22:25, 17:25, 19:25).
6.12: Уралочка — Риека 3:0 (25:17, 25:15, 25:17).
12.12: Риека — Рапид 3:2 (23:25, 25:22, 17:25, 25:19, 15:10).
13.12: Вакыфбанк Гюнеш — Уралочка 1:3 (25:22, 22:25, 21:25, 18:25).
19.12: Рапид — Уралочка 0:3 (13:25, 18:25, 16:25).
20.12: Вакыфбанк Гюнеш — Риека 3:0 (25:13, 25:12, 25:15).
10.01: Риека — Вакыфбанк Гюнеш 0:3 (11:25, 15:25, 26:28).
10.01: Уралочка — Рапид 3:0 (25:9, 25:15, 25:19).
17.01: Рапид — Риека 1:3 (13:25, 25:22, 22:25, 16:25).
17.01: Уралочка — Вакыфбанк Гюнеш 3:1 (23:25, 25:16, 25:19, 25:17).
23.01: Вакыфбанк Гюнеш — Рапид 3:1 (25:16, 25:10, 21:25, 25:15).
23.01: Риека — Уралочка 0:3 (17:25, 16:25, 14:25).

### Группа В
| М | Команда                       | 1       | 2       | 3       | 4       | И | В | П | С/П   | О  |
| - | ----------------------------- | ------- | ------- | ------- | ------- | - | - | - | ----- | -- |
| 1 | «Эдисон Воллей» .Модена       |         | 3:0 3:1 | 3:1     | 3:0 3:1 | 6 | 6 | 0 | 18:4  | 12 |
| 2 | «Тенерифе Маричаль» Ла-Лагуна | 0:3 1:3 |         | 1:3 3:1 | 3:0     | 6 | 3 | 3 | 11:10 | 9  |
| 3 | «Шверинер» Шверин             | 1:3     | 3:1 1:3 |         | 0:3 3:1 | 6 | 2 | 4 | 9:14  | 8  |
| 4 | «Университатя-Амичи» Бакэу    | 0:3 1:3 | 0:3     | 3:0 1:3 |         | 6 | 1 | 5 | 5:15  | 7  |

5.12: Тенерифе Маричаль — Университатя-Амичи 3:0 (25:23, 25:20, 25:19).
7.12: Шверинер — Эдисон Воллей 1:3 (19:25, 25:19, 23:25, 19:25).
14.12: Университатя-Амичи — Шверинер 3:0 (25:20, 30:28, 25:20).
14.12: Эдисон Воллей — Тенерифе Маричаль 3:0 (25:14, 25:22, 26:24).
19.12: Эдисон Воллей — Университатя-Амичи 3:0 (25:14, 25:21, 25:7).
20.12: Шверинер — Тенерифе Маричаль 3:1 (25:21, 15:25, 25:19, 30:28).
10.01: Университатя-Амичи — Эдисон Воллей 1:3 (20:25, 25:22, 20:25, 19:25).
10.01: Тенерифе Маричаль — Шверинер 3:1 (25:20, 22:25, 25:16, 25:20).
17.01: Шверинер — Университатя-Амичи 3:1 (25:21, 19:25, 25:22, 25:15).
17.01: Тенерифе Маричаль — Эдисон Воллей 1:3 (25:22, 12:25, 15:25, 23:25).
23.01: Университатя-Амичи — Тенерифе Маричаль 0:3 (22:25, 19:25, 15:25).
23.01: Эдисон Воллей — Шверинер 3:1 (25:20, 23:25, 25:10, 25:16).

### Группа С
| М | Команда                       | 1       | 2       | 3       | 4       | И | В | П | С/П   | О  |
| - | ----------------------------- | ------- | ------- | ------- | ------- | - | - | - | ----- | -- |
| 1 | «Эджзаджибаши» Бергамо        |         | 3:1     | 3:0     | 3:0 3:1 | 6 | 6 | 0 | 18:3  | 12 |
| 2 | УСК «Мюнстер» Мюнстер         | 1:3     |         | 3:1 2:3 | 3:0     | 6 | 3 | 3 | 13:10 | 9  |
| 3 | «Универсидад Гранада» Гранада | 0:3     | 1:3 3:2 |         | 0:3 3:2 | 6 | 2 | 4 | 7:16  | 8  |
| 4 | «Панатинаикос» Афины          | 0:3 1:3 | 0:3     | 3:0 2:3 |         | 6 | 1 | 5 | 6:15  | 7  |

6.12: Панатинаикос — Универсидад Гранада 3:0 (25:12, 25:18, 25:17).
6.12: Эджзаджибаши — УСК Мюнстер 3:1 (21:25, 25:15, 25:20, 25:17).
12.12: УСК Мюнстер — Панатинаикос 3:0 (25:17, 25:16, 25:17).
12.12: Универсидад Гранада — Эджзаджибаши 0:3 (15:25, 14:25, 20:25).
19.12: Панатинаикос — Эджзаджибаши 0:3 (17:25, 23:25, 20:25).
19.12: Универсидад Гранада — УСК Мюнстер 1:3 (30:28, 16:25, 19:25, 22:25).
9.01: УСК Мюнстер — Универсидад Гранада 2:3 (17:25 25:20, 25:21, 16:25, 13:15).
10.01: Эджзаджибаши — Панатинаикос 3:1 (25:13, 25:12, 21:25, 25:20).
17.01: Эджзаджибаши — Универсидад Гранада 3:0 (25:22, 25:16, 25:18).
17.01: Панатинаикос — УСК Мюнстер 0:3 (20:25, 23:25, 19:25).
23.01: УСК Мюнстер — Эджзаджибаши 1:3 (25:22, 22:25, 16:25, 21:25).
23.01: Универсидад Гранада — Панатинаикос 3:2 (19:25, 25:23, 25:19, 12:25, 15:10).

### Группа D
| М | Команда                      | 1       | 2       | 3       | 4       | И | В | П | С/П  | О  |
| - | ---------------------------- | ------- | ------- | ------- | ------- | - | - | - | ---- | -- |
| 1 | «Капо Суд» Реджо-ди-Калабрия |         | 3:0     | 3:2 3:0 | 3:0 3:1 | 6 | 6 | 0 | 18:3 | 12 |
| 2 | «Расинг Клуб де Канн» Канны  | 0:3     |         | 3:0 1:3 | 3:0     | 6 | 3 | 3 | 10:9 | 9  |
| 3 | «Нафта-Газ» Пила             | 2:3 0:3 | 0:3 3:1 |         | 3:0 0:3 | 6 | 2 | 4 | 8:13 | 8  |
| 4 | «Филатлитикос» Салоники      | 0:3 1:3 | 0:3     | 0:3 3:0 |         | 6 | 1 | 5 | 4:15 | 7  |

5.12: РК де Канн — Нафта-Газ 3:0 (25:20, 25:21, 25:17).
7.12: Капо Суд — Филатлитикос 3:0 (25:17, 25:16, 25:18).
13.12: Филатлитикос — РК де Канн 0:3 (21:25, 18:25, 18:25).
14.12: Нафта-Газ — Капо Суд 2:3 (25:23, 27:25, 15:25, 22:25, 11:15).
19.12: РК де Канн — Капо Суд 0:3 (21:25, 27:29, 18:25).
21.12: Нафта-Газ — Филатлитикос 3:0 (25:17, 25:15, 25:16).
10.01: Филатлитикос — Нафта-Газ 3:0 (25:20, 25:20, 25:20).
10.01: Капо Суд — РК де Канн 3:0 (25:18, 25:20, 25:22).
16.01: РК де Канн — Филатлитикос 3:0 (25:19, 25:22, 25:21).
18.01: Капо Суд — Нафта-Газ 3:0 (25:16, 25:16, 25:21).
23.01: Нафта-Газ — РК де Канн 3:1 (25:11, 29:27. 23:25, 26:24).
23.01: Филатлитикос — Капо Суд 1:3 (25:21, 16:25, 18:25, 19:25).

## Плей-офф
14—22.02.2001
 «Расинг Клуб де Канн» (Канны) —  «Эджзаджибаши» (Стамбул)
14 февраля. 3:1 (25:21, 23:25, 25:12, 25:17).
21 февраля. 0:3 (20:25, 20:25, 21:25).
 «Эдисон Воллей» (Модена) —  «Вакыфбанк Гюнеш» (Стамбул)
15 февраля. 3:0 (25:16, 25:17, 25:18).
20 февраля. 3:2 (20:25, 25:17, 25:27, 25:23, 15:9).
 УСК «Мюнстер» (Мюнстер) —  «Капо Суд» (Реджо-ди-Калабрия)
15 февраля. 0:3 (20:25, 16:25, 15:25).
21 февраля. 3:2 (21:25, 25:19, 25:19, 22:25, 16:14).
 «Тенерифе Маричаль» (Ла-Лагуна) —  «Уралочка» (Екатеринбург)
15 февраля. 0:3 (14:25, 22:25, 22:25).
22 февраля. 0:3 (16:25, 14:25, 24:26).

## Финал четырёх
17—18 марта 2001.  Нижний Тагил.
Участники:
 «Уралочка» (Екатеринбург)

 «Эдисон Воллей» (Модена) 

 «Капо Суд» (Реджо-ди-Калабрия)

 «Эджзаджибаши» (Стамбул)

### Полуфинал
17 марта
 «Капо Суд» —  «Эджзаджибаши»
3:0 (25:20, 25:20, 25:17)
 «Эдисон Воллей» —  «Уралочка»
3:2 (19:25, 27:25, 20:25, 25:21, 15:11)

### Матч за 3-е место
18 марта
 «Уралочка» —  «Эджзаджибаши»
3:1 (25:18, 19:25, 30:28, 25:20)

### Финал
18 марта
 «Эдисон Воллей» —  «Капо Суд»
3:0 (25:21, 25:23, 25:19)

### Итоги

#### Положение команд
| «Эдисон Воллей» (Модена)       |
| «Капо Суд» (Реджо-ди-Калабрия) |
| «Уралочка» (Екатеринбург)      |
| 4. «Эджзаджибаши» (Стамбул)    |

#### Призёры
«Эдисон Воллей» (Модена): Прикеба Фиппс, Мариана Конде, Мануэла Леджери, Сабрина Бертини, Стефания Донелли, Ирина Жукова, Барбара Елич, Ван Чжилин, Ханка Пахале, Мария Росарио Романо, Ана Флавия Санглард, Лаура Брускини. Главный тренер — Лан Пин.
  «Капо Суд» (Реджо-ди-Калабрия): Ольга Поташова, Алессия Торри, Роси Вадала, Симона Джоли, Ева Сушкова, Ли Цуньсу, Ирина Кириллова, Евгения Артамонова, Марцела Ричелова, Биляна Григорович, Розальба Чераволо, Денизе Фонтана. Главный тренер — Джованни Капрара.
  «Уралочка» (Екатеринбург): Наталья Морозова, Анастасия Беликова, Елена Тюрина, Елена Година, Наталья Сафронова, Елизавета Тищенко, Елена Василевская, Екатерина Гамова, Татьяна Грачёва, Марина Иванова, Елена Плотникова, Ольга Чуканова. Главный тренер — Николай Карполь.